# Erotesis baltica
Erotesis baltica är en nattsländeart som beskrevs av Mclachlan 1877. Erotesis baltica ingår i släktet Erotesis och familjen långhornssländor. Arten är reproducerande i Sverige. Inga underarter finns listade i Catalogue of Life.